# Station Troyes
Station Troyes is een spoorwegstation in de Franse gemeente Troyes.